# Forteresse de Maglič
La forteresse de Maglič (en serbe cyrillique : Средњовековни град Маглич ; en serbe latin : Srednjovekovni grad Brvenik) est située à Maglič, sur le territoire de la ville de Kraljevo et dans le district de Raška, en Serbie. Elle est inscrite sur la liste des monuments culturels d'importance exceptionnelle de la république de Serbie (identifiant no SK 168),,.

## Présentation

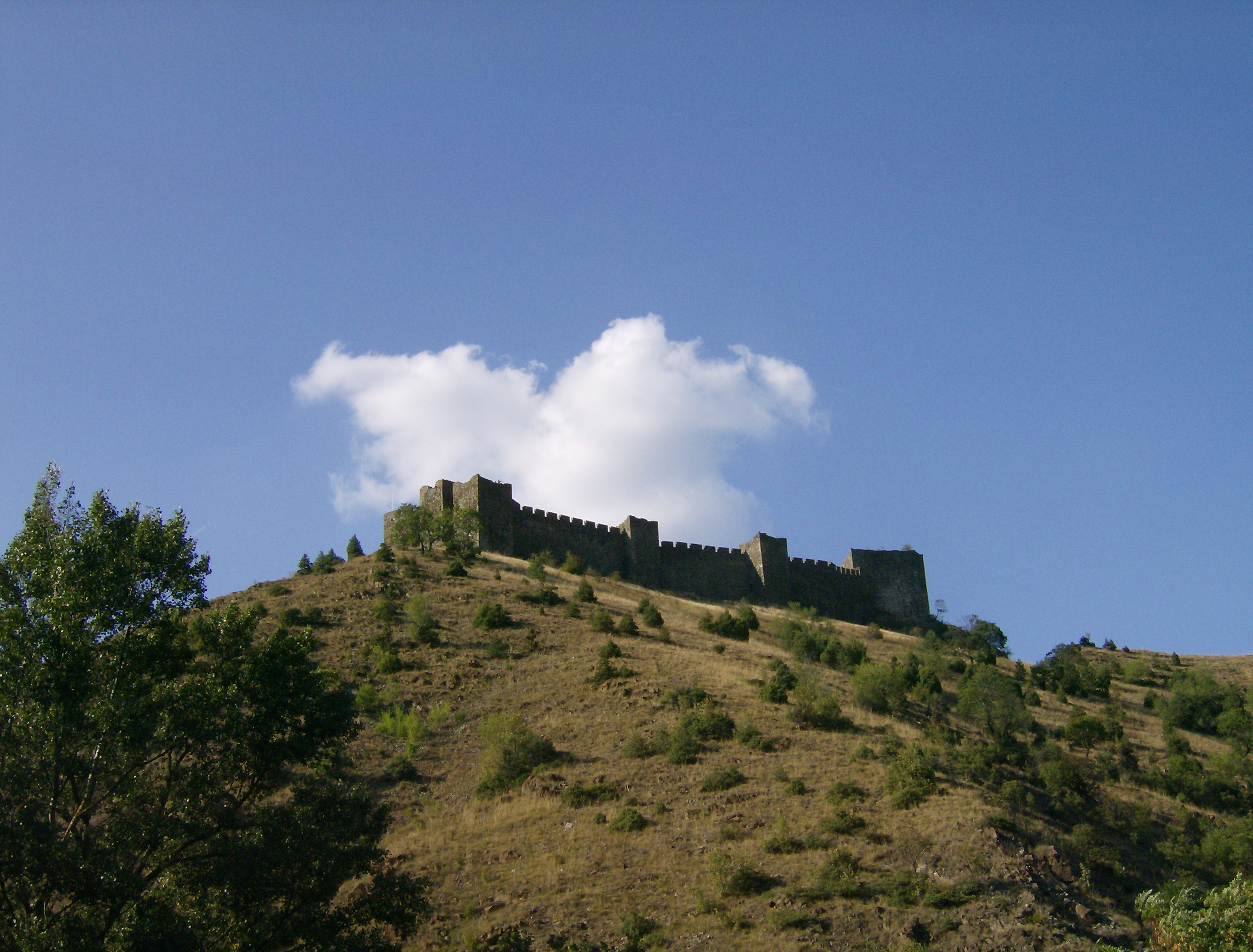
Vue de la forteresse.

La forteresse est située sur la rive droite de la rivière Ibar, à environ 25 km au sud-ouest de Kraljevo sur la route de Raška. Elle occupe un plateau étroit qui domine les alentours,. Elle est probablement construite au XIIIe siècle,, pour les uns sous le règne de Stefan Ier Nemanjić, pour d'autres sous le règne de Stefan Uroš Ier. Elle était destinée à rendre plus sûres les communications et à protéger les monastères voisins de Žiča et de Studenica.

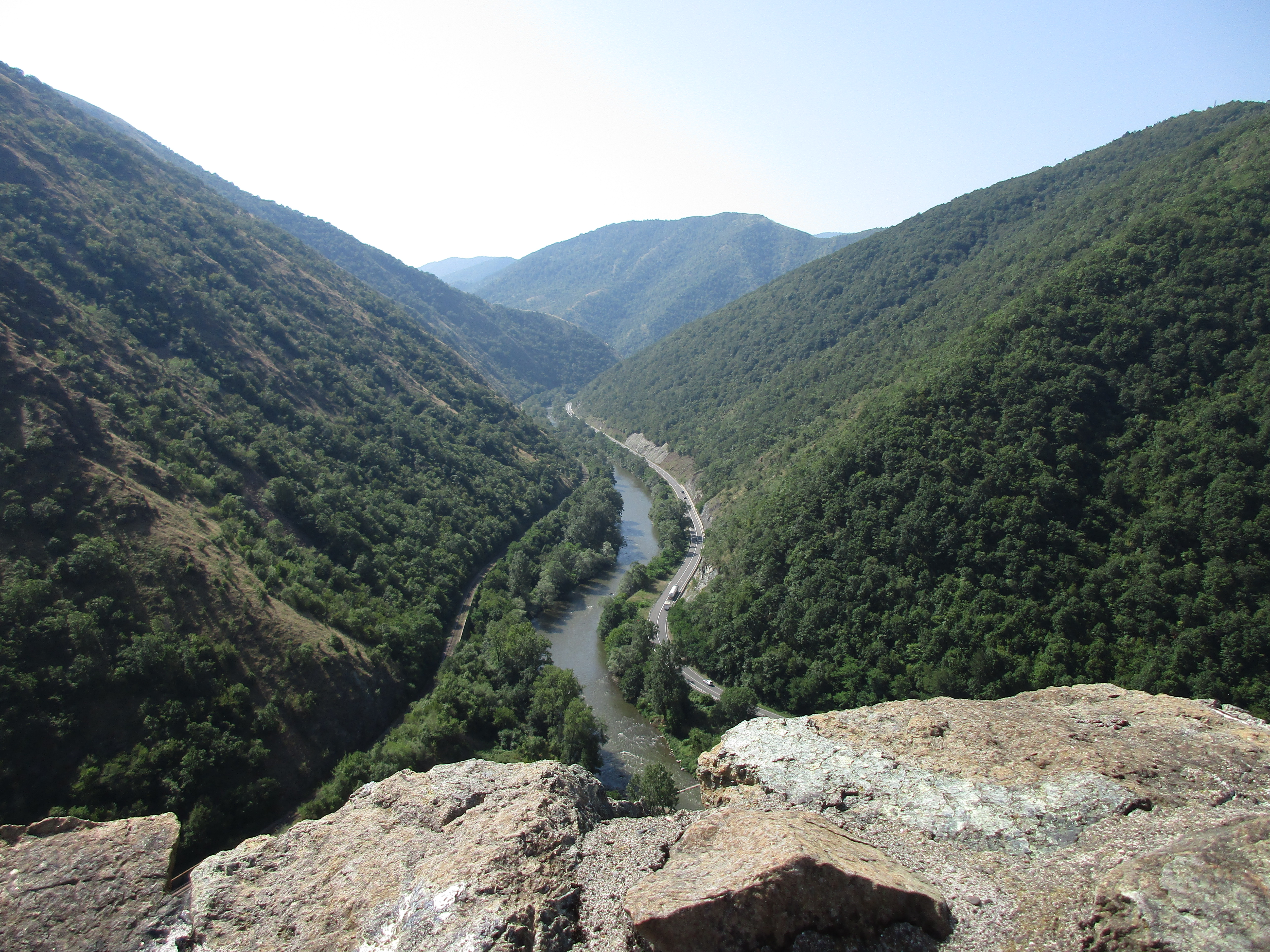
L'Ibar vu depuis la forteresse.

Entre 1324 et 1337, l'archevêque Danilo II rénove les remparts, l'église Saint-Georges, ainsi que d'autres « beaux » palais,. La forteresse tombe sous la domination turque, sans doute vers 1459, après la prise de Smederevo et la chute du despotat de Serbie ; Maglič est alors devenue le siège d'une nahija,. La citadelle joue un rôle important pendant la grande guerre de Vienne (1683-1699) et lors du second soulèvement serbe contre les Ottomans,.
La forteresse est entourée sur trois côtés par la rivière Ibar et, sur le côté est, un fossé profond a été creusé dans la roche. La fortification se présente comme un polygone allongé et irrégulier, renforcé par sept tours massives et un donjon reliés par un rempart avec un chemin de ronde. L'entrée s'effectuait par une porte voûtée située au nord et par une porte annexe sur l'une des tours sud,.

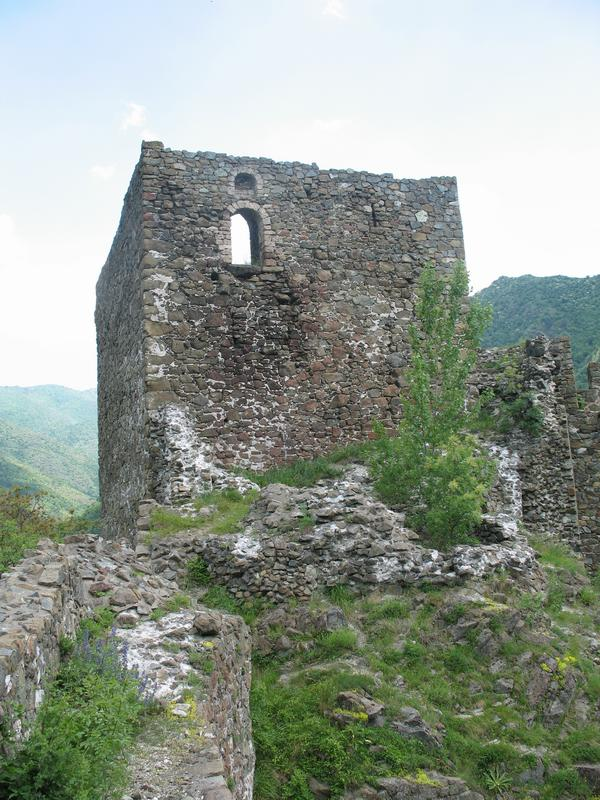
Vue des ruines du donjon.

À l'intérieur des murs se trouvent d'importants vestiges du palais et de l'église Saint-Georges. De plan rectangulaire, l'église est un édifice à nef unique. De nombreux éléments architecturaux la rattachent à l'architecture gothique. L'édifice était peint,. À l'est de l'église se trouve une citerne et, le long des remparts, se trouvaient des bâtiments pour le logement des soldats ainsi que d'autres bâtiments pour d'autres usages,.

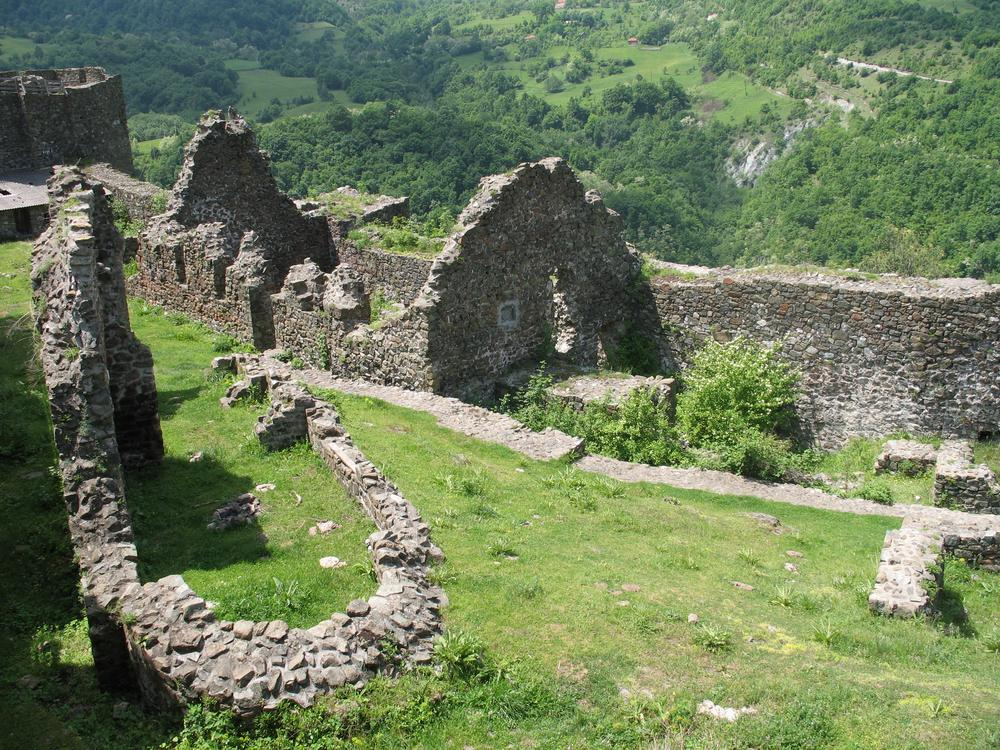
Vue des ruines de l'église et du palais.

Des fouilles archéologiques et des travaux de restauration ont été conduits entre 1960 et 1987,.